# Zinc Alloy and the Hidden Riders of Tomorrow
Zinc Alloy and the Hidden Riders of Tomorrow es el noveno álbum de estudio de la banda británica de rock T. Rex, lanzado en febrero de 1974 que se convirtió en el primer y único lanzado bajo el nombre de Marc Bolan and T. Rex.
A pesar de alcanzar el puesto 12 en los UK Albums Chart, no obtuvo mayor recepción como sus anteriores trabajos, debido al cambio de sonido acercándose a los ritmos soul y R&B tras la inclusión a la banda de un coro de mujeres llamado The Cosmic Choir en 1973.
Previo al lanzamiento del disco la banda lanzó los sencillos «Groover» y «Truck On (Tyke)», los que alcanzaron el cuarto y decimoprimer lugar en los UK Singles Chart del Reino Unido respectivamente. De la misma manera fue lanzado la canción «Teenage Dream» como sencillo solo días después del álbum, alcanzando el puesto 13 en la misma lista.
A pesar de no ser uno de los mejores trabajos en lo comercial por parte de la banda, este sirvió de gran influencia para el álbum Young Americans del cantante inglés David Bowie, lanzado solo meses después.

## Lista de canciones
Todas las canciones escritas por Marc Bolan

| N.º | Título                                                | Duración |  |
| 1.  | «Venus Loon»                                          | 3:01     |  |
| 2.  | «Sound Pit»                                           | 2:50     |  |
| 3.  | «Explosive Mouth»                                     | 2:26     |  |
| 4.  | «Galaxy»                                              | 1:48     |  |
| 5.  | «Change»                                              | 2:47     |  |
| 6.  | «Nameless Wildness»                                   | 3:06     |  |
| 7.  | «Teenage Dream»                                       | 5:45     |  |
| 8.  | «Liquid Gang»                                         | 3:17     |  |
| 9.  | «Carsmile Smith & the Old One»                        | 3:16     |  |
| 10. | «You've Got to Jive to Stay Alive - Spanish Midnight» | 2:35     |  |
| 11. | «Interstellar Soul»                                   | 3:26     |  |
| 12. | «Painless Persuasion V. the Meathawk Inmaculate»      | 3:26     |  |
| 13. | «The Avengers (Superbad)»                             | 4:28     |  |
| 14. | «The Leopards Featuring Gardenia and the Mighty Slug» | 3:36     |  |

| Pistas adicionales en relanzamiento CD 1994 |                     |          |  |
| N.º                                         | Título              | Duración |  |
| 15.                                         | «Groover»           | 3:24     |  |
| 16.                                         | «Midnight»          | 2:49     |  |
| 17.                                         | «Truck On (Tyke)»   | 3:09     |  |
| 18.                                         | «Sitting Here»      | 2:21     |  |
| 19.                                         | «Satisfaction Pony» | 2:49     |  |

## Músicos
- Marc Bolan: voz y guitarra eléctrica
- Mickey Finn: bongos, congos
- Jack Green: guitarra rítmica
- Steve Currie: bajo
- Bill Legend: batería
- Patricia Hall: coros
- Gloria Jones: coros
- Big Rich: coros